# Trình Quốc Quang
Trương Văn Chình (1908-1983) tức Trình Quốc Quang là một nhà nghiên cứu ngôn ngữ học Việt Nam, và là đại biểu Quốc hội khóa I của Việt Nam Dân Chủ Cộng Hòa.

## Xuất thân và sự nghiệp
Trương Văn Chình, sinh 5-12-1908 tại Bắc Ninh.
Thuở nhỏ ông học tại trường Bưởi, Trường Cao đằng Công chánh (Hà Nội). Ra trường, ông làm việc ngành bưu điện ở các tỉnh miền Bắc.
Năm 1946, ông là đạị biểu Quốc hội khóa I, ủy viên Ban Thường trực Quốc hội khóa I, tham gia hội nghị Đà Lạt của phái đoàn do Bộ trưởng Ngoại giao Nguyễn Tường Tam dẫn đầu và hội nghị Fontainebleau (Pháp).
Sau năm 1954, ông di cư vào Sài Gòn, vẫn phục vụ trong ngành Bưu điện. Ông từng giữ chức Giám đốc Sở Bưu điện Nam Việt (Nam Kì), Thanh tra Bưu điện Sài Gòn cho đến khi về hưu (1966).
Từ năm 1965, ông giảng dạy về ngữ pháp Việt Nam ở Đại học Sư phạm Sài Gòn và Đại học Văn khoa, Sư phạm Huế.
Năm 1982, ông sang Pháp trị bệnh và mất ở Paris năm 1983 do một tai nạn y khoa.

## Tác phẩm
Ông có các công trình nghiên cứu về tiếng Việt. Công trình đồ sộ của ông là bộ: Khảo luận về ngữ pháp Việt Nam (cùng soạn với Nguyễn Hiến Lê - Đại học Huế xuất bản, 1963). Đây là một công trình qui mô của các tác giả về cách cấu tạo cũng như chức năng của tiếng Việt trong cộng đồng ngôn ngữ dân tộc. Qua tác phẩm ông phân tích được bản chất tiếng Việt một cách có căn cứ khoa học nên đã thuyết phục được nhiều người chuyên môn.
Bộ Structure de la langue Vietnamienne do Trung tâm Đại học sinh ngữ Đông Phương (Centre Universitaire des langues Orientales vivantes) xuất bản năm 1970 tại Paris, được viết bằng tiếng Pháp để giới thiệu với những người trong cộng đồng sử dụng tiếng Pháp.
Ông còn soạn thêm một bộ về Ngữ pháp Việt Nam (1500 trang) dành cho các học sinh bậc phổ thông.
Các tác phẩm chính
- Khảo luận về ngữ pháp Việt Nam (1963, Sài Gòn, hợp soạn)
- Structure de la langue Vietnamienne (Paris, 1970)
- Hội nghị Pháp Việt Đà Lạt (1950, Hà Nội)
- Lược khảo về Liên hiệp Anh (1951, Hà Nội)
- Hội nghị Fontainebleau (1951, Hà Nội)
- Thực hiện liên hiệp Pháp thế nào (1949)
- Nho giáo khai tâm (1948)
- Hiến chương Liên hiệp Pháp (1946)
- Xứ Ai Lao và điều ước Pháp Lào (1949)
- Quốc tế công pháp thường thức (1946)
Và nhiều chuyên đề về ngôn ngữ học trên các tạp chí ở Sài Gòn.